# Круммендайх
Круммендайх (нем. Krummendeich) — община в Германии, в земле Нижняя Саксония.
Входит в состав района Штаде. Подчиняется управлению Нордкединген. Население составляет 450 человек (на 31 декабря 2010 года). Занимает площадь 30,03 км².